# ایزابل دوس سانتوس
ایزابل دوس سانتوس (انگلیسی: Isabel dos Santos؛ زادهٔ ۲۰ آوریل ۱۹۷۳) یک کارآفرین اهل آنگولا است. او که بزرگترین دختر ژوزه ادوآردو دوس سانتوس رئیس‌جمهور پیشین آنگولا است ثروتمندترین زن قارهٔ آفریقا به‌شمار می‌آید. مجله فوربز دارایی‌های سانتوس را مبلغی حدود ۲ میلیارد دلار تخمین زده‌است. در آنگولا، حامیان او را یک «کارآفرین الهام‌بخش» توصیف می‌کنند در حالی‌که به عقیدهٔ مخالفانش وی «مظهر فساد در آفریقا» است.

## اتهام فساد مالی
در سپتامبر ۲۰۱۹ دادستان‌های آنگولا تحقیقات راجع به شرکت دولتی نفتی سونانگول را آغاز کردند. در دسامبر همان سال و در اقدامی جداگانه، دادستان کل آنگولا از مسدود شدن دارایی‌های داس سانتوس و همسرش سیندیکا دوکولو خبر داد و ادعا کرد که معاملات آنها با شرکت‌های نفت و الماس بیش از ۱ میلیارد دلار به اقتصاد این کشور آسیب رسانده‌است. رسیدگی به تخلفات مالی اینچنینی بخشی از اقدام‌های ضد فساد رئیس‌جمهور جدید آنگولا ژوآو لوورنسو به‌شمار می‌آیند در حالی‌که دوس سانتوس انگیزهٔ این اتهامات را سیاسی می‌داند.
در ژانویهٔ ۲۰۲۰ اعلام شد بر اساس تحقیقات صورت گرفته توسط رسانه‌هایی مانند گاردین، بی‌بی‌سی و روزنامه‌نگارانی از ۲۰ کشور جهان، ایزابل دوس سانتوس که در کشورش با نام مستعار «شاهزاده خانم» شهرت دارد ثروتش را از طریق فساد اقتصادی گسترده در زمان حکمرانی پدرش به‌دست آورده‌است. این تحقیقات که به رهبری کنسرسیوم بین‌المللی روزنامه‌نگاران تحقیقی و با استناد به بیش از هفتصدهزار سند انجام شده نشان می‌دهد دوس سانتوس با بهره‌گیری از موقعیت پدرش معامله‌های کلان و مشکوک بی‌شماری رادر زمینهٔ نفت، معادن الماس، اراضی دولتی و مخابرات انجام داده‌است. طبق این تحقیقات بیش از ۴۵۰ شرکت که بسیاری از آنها با اتهام فرار از پرداخت مالیات مواجه هستند در این قراردادها نقش داشته‌اند.